# Museo nazionale della Repubblica di Baschiria
Il Museo Nazionale della Repubblica dei Baschiri è l'istituto statale di cultura e arte più grande della Baschiria e uno dei più antichi di Russia. È stato creato nel 1864 come Museo provinciale di Ufa.

## Storia
Il museo fu fondato il 23 aprile del 1864 per il Comitato provinciale di statistica della provincia di Orenburg, in seguito all'iniziativa di vari membri del comitato (KA Bukh, NA Gurvich, AA Pekker, VI Vlasov), con la partecipazione attiva del governatore GS Aksakov. Da dicembre 1989, il museo si trova nell'edificio dell'antica Banca di Terre Contadine.
Questo complesso architettonico fe progettato dall'architetto AV Drucker nel 1912, al quale si è aggiunta un'annessa nel periodo 1943-1945. All'avviamento del museo parteciparono KA Bukh, VI Vlasov, NA Gurvich, ABIvanitsky, AA Peker e altri.
Il nome del museo cambiò varie volte nel tempo: dal 1919 fu nominato Museo storico e sociale di Ufa dell'Est; da 1921, Museo degli Urali del sud; da 1947, Museo statale di storia locale; dal 1958 Museo repubblicano di storia locale; da 1984 divenne Museo unito dello stato di Baschir e dal 1993 porta il nome attuale.
Le prime collezioni si basarono su campioni di prodotti dell'industria locale, mostre di numismatica, entomologia, botanica, zoologia, storia e archeologia. La prima esposizione etnografica a Turkistan (1920) giocò un ruolo importante nell'arricchimento del museo con nuove mostre. Nel 1926, il museo aveva al suo interno dipartimenti geologici, archeologici-storici, orientali e etnografici, che includevano subdivisioni dedicate alla cultura dei popoli tatari, russi e chuvash. Dal 1937, apparvero dipartimenti dedicati alla natura e alla storia della colonizzazione della regione (assestamento umano).

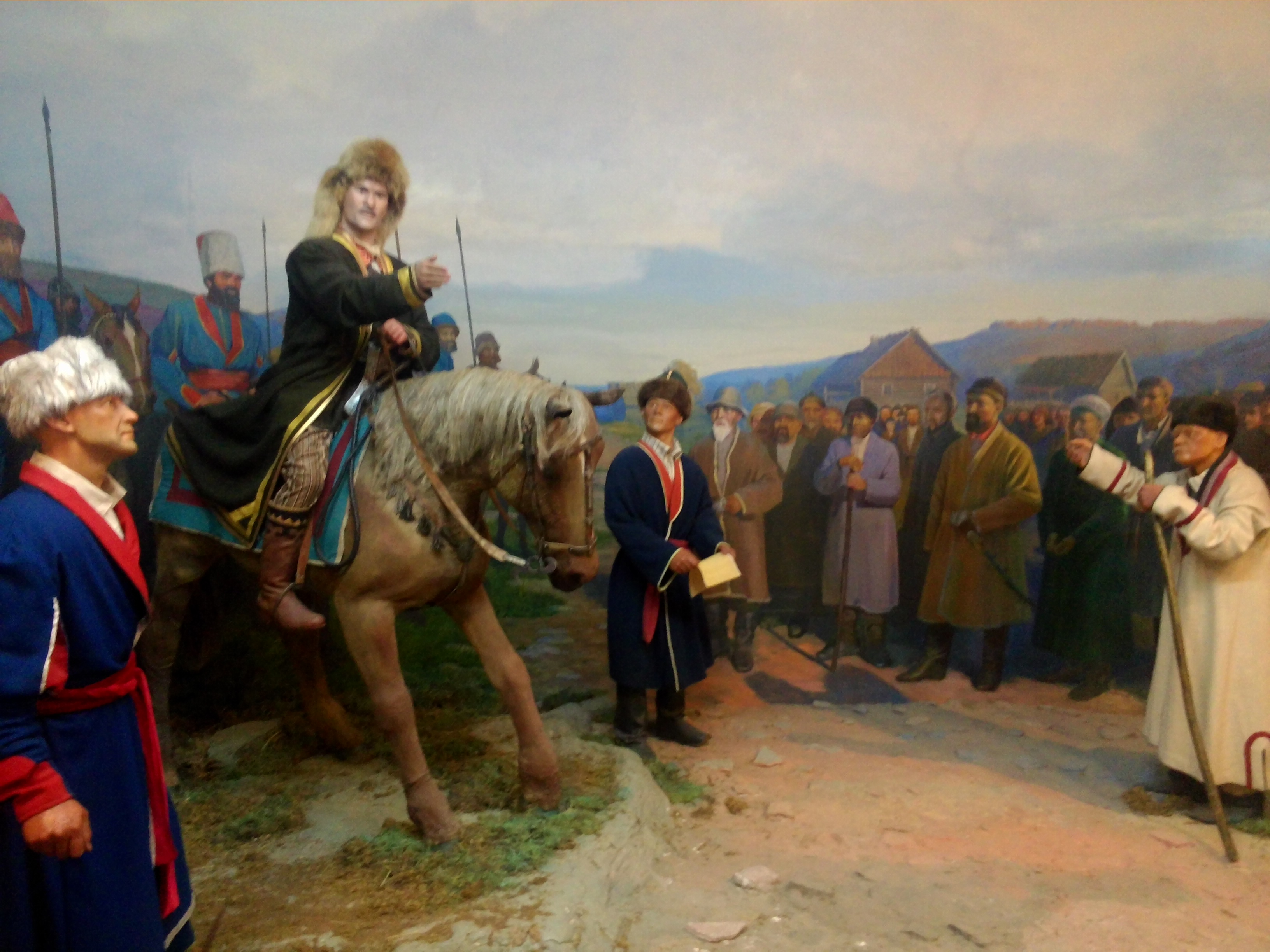
Episodio della rivolta di Pugachev nel 1773-1775

Agli inizi degli anni 1930, il personale del museo avviò l'organizzazione di mostre tematiche (nel 1933-1934, e nel 1938-1939) organizzate nei parchi di cultura e ricreazione, prestando speciale attenzione all'esibizione di soggetti storici e rivoluzionari e al propagare i successi della costruzione socialista. Durante la Seconda Guerra Mondiale, tra 1941-1945, le mostre cessarono, le collezioni vennero collocate in stanze inadeguate e come risultato persero più della metà delle collezioni esposte. Nel 1947, il museo fu riaperto ai visitatori.
Nel decennio 1950-1960, il museo riprese l'attività e le collezioni furono completamente ricostruite. Alla fine degli anni '70, il Museo nazionale diventò il centro delle attività museali nazionali. TRa il 2001-2003, l'edificio fu sottoposto a ristrutturazione. Il Museo Nazionale della Baschiria è il principale museo ubicato nella città di Ufa e raggrupp 10 musei statali che funzionano come sucursale, 6 delle quali sono ubicate in città e 3 in aree rurali.

## Struttura
Esistono quattro dipartimenti nel museo.
- Archeologia
- Etnografía
- Storia naturale
- Storia della regione

Il dipartimento di storia della regione è il più grande in numero di mostre e sale, e si divide in dieci segmenti storici. Il primo è il Bashkortostan dei secoli XV-XVII (vestiti d'epoca, esempi di assestamenti, design dell'assestamento originale di Ufa).
Il secondo corrisponde alla rivolta di Emel'jan Ivanovič Pugačëv del 1773-1775. Poi il Bashkortostan della prima metà fino alla fine del XIX secolo e il principio del XXesimo, la rivoluzione e la guerra civile del 1920-30, la seconda guerra mondiale, gli anno '50-'60, i decenni 1970-80 e il Bashkortostán odierno.

## Filiali
- Museo di storia e tradizioni locali di Abzelilov
- Casa-Museo di Sh.A. Khudayberdin
- Museo di storia e tradizioni locali di Dyurtyulinsky
- Memoriale casa-museo di S.T. Aksakov
- Museo Akhmetsaki Validi
- Museo di Salavat Yulaev
- Museo della famiglia Aksakov
- Museo di storia e tradizioni locali di Temyasovsk
- Museo di storia e tradizioni locali di Tuimazy

## Galleria d'immagini

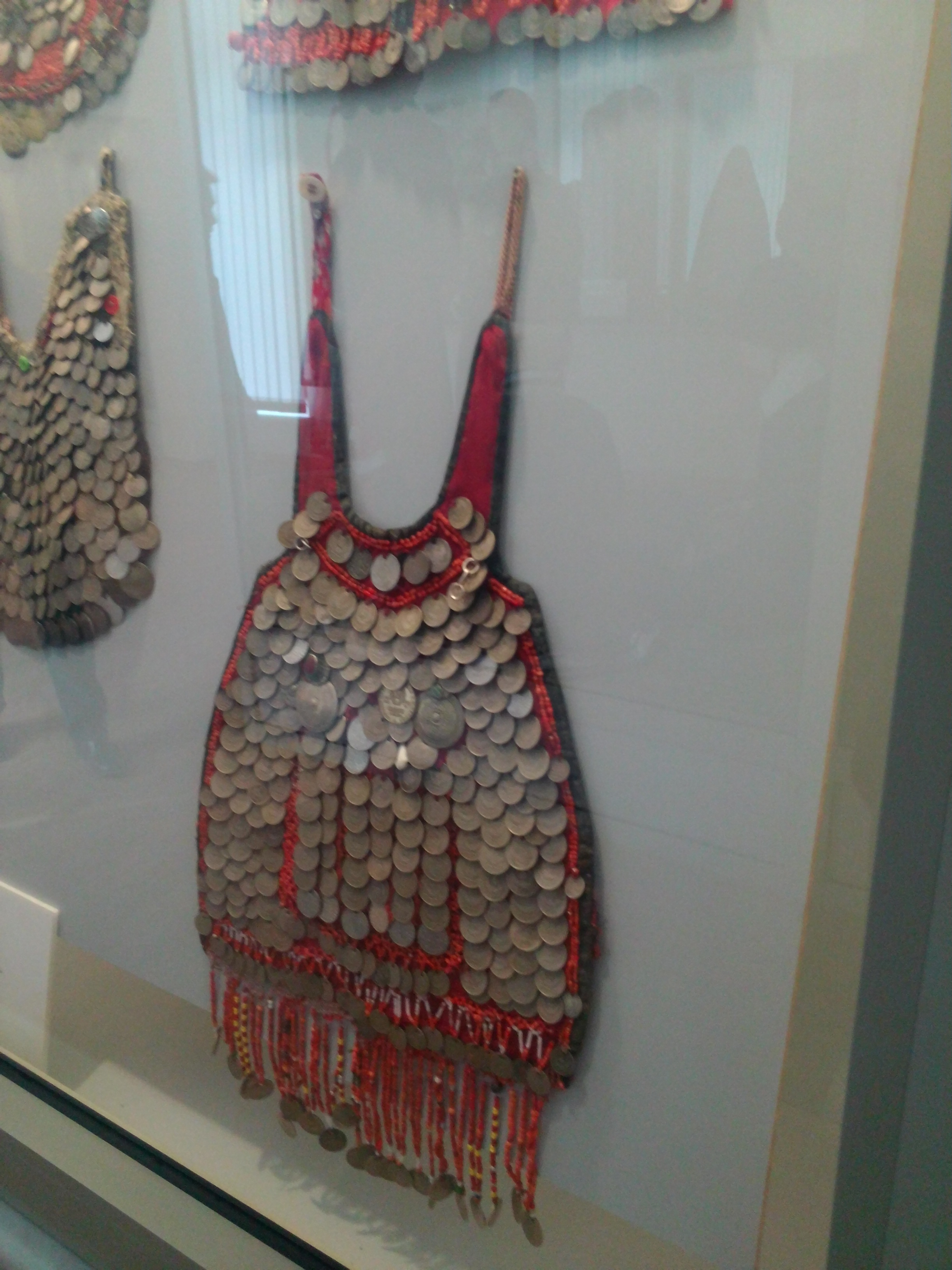
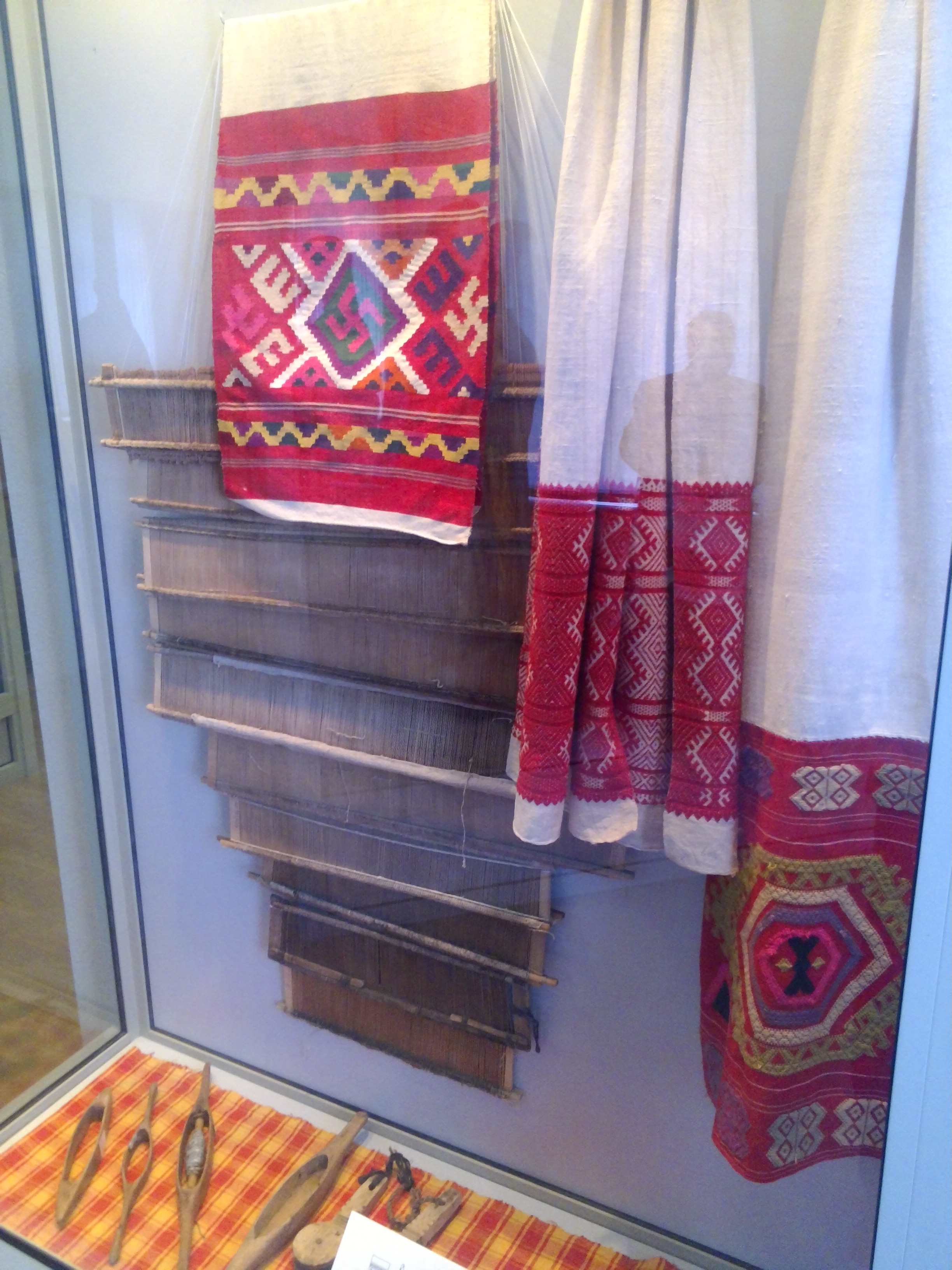
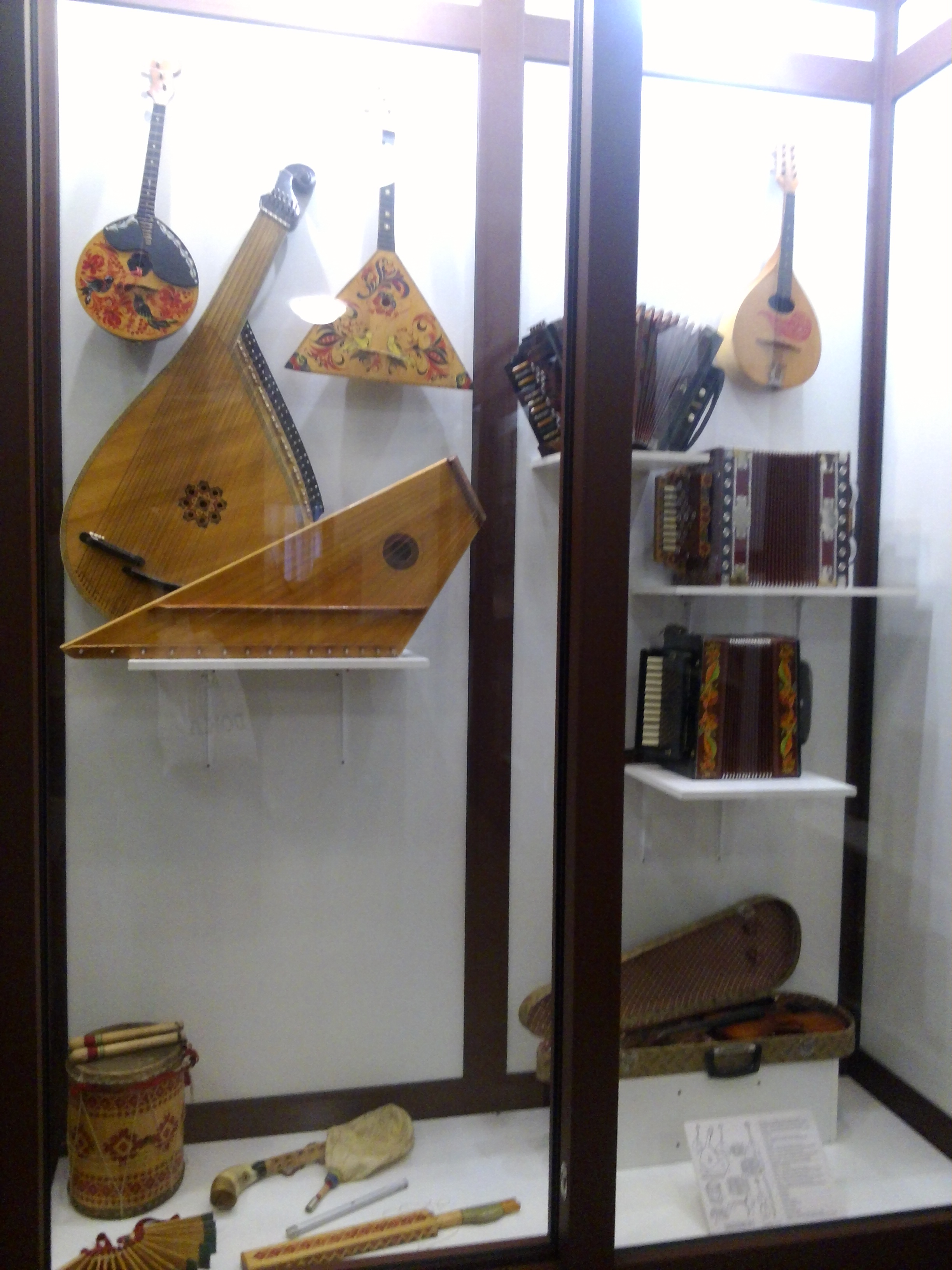
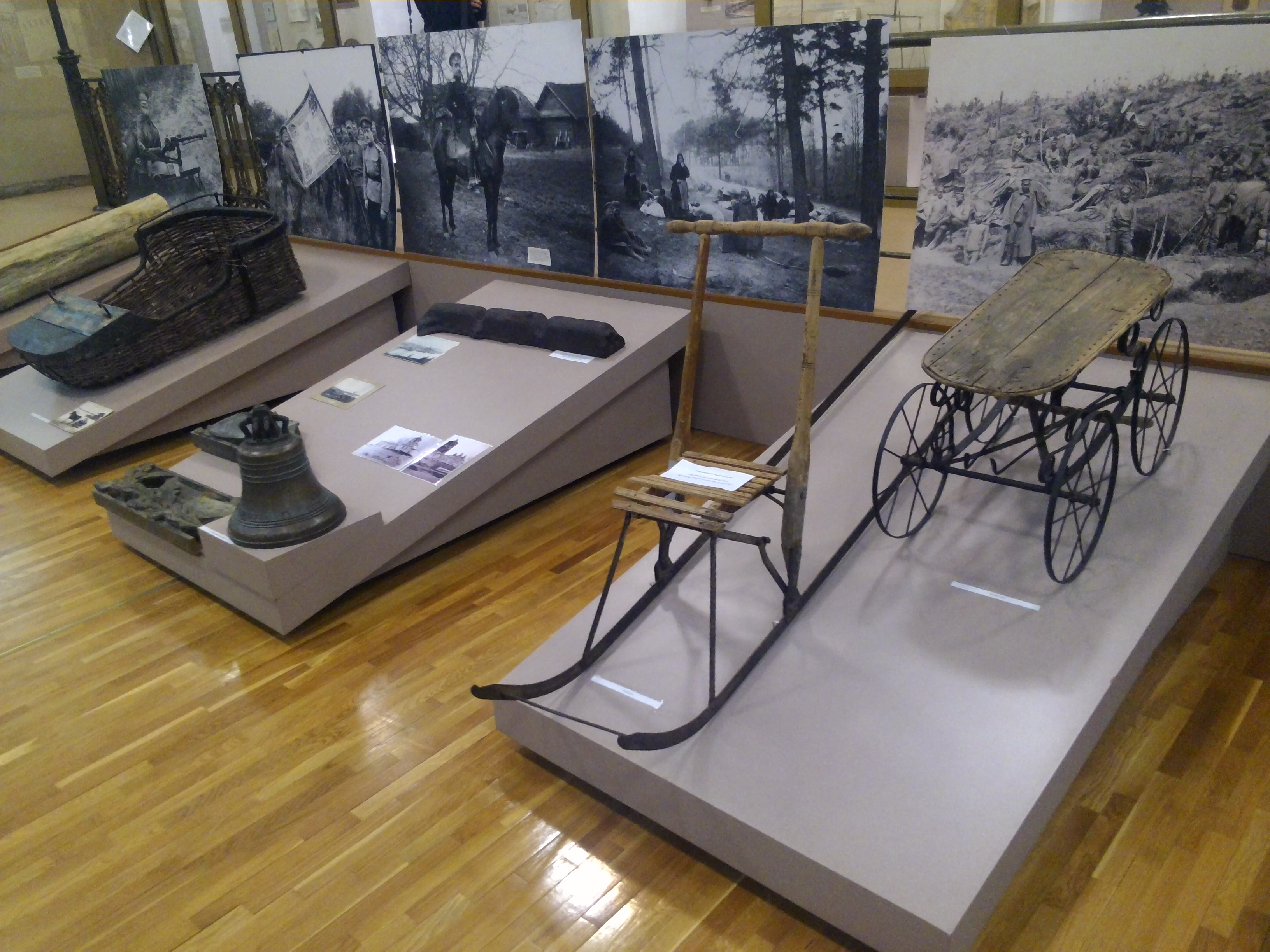